# Première circonscription des Pyrénées-Orientales
La première circonscription des Pyrénées-Orientales est l'une des 4 circonscriptions législatives françaises que compte le département des Pyrénées-Orientales (66).

## Description géographique et démographique

### De 1958 à 1986
Le département avait deux circonscriptions.
La première circonscription des Pyrénées-Orientales  était composée de :
- canton d'Argelès-sur-Mer
- canton d'Arles-sur-Tech
- canton de Céret
- canton de Perpignan-Est
- canton de Prats-de-Mollo

Source : Journal officiel du 14-15 Octobre 1958.

### Depuis 1988
La première circonscription des Pyrénées-Orientales est délimitée par le découpage électoral de la loi no 86-1197 du 24 novembre 1986, elle regroupe les divisions administratives suivantes : 
- canton de Perpignan-3,
- canton de Perpignan-4,
- canton de Perpignan-5,
- canton de Perpignan-7,
- canton de Perpignan-9,
- canton de Toulouges.

| Nom        | Code Insee | Intercommunalité                    | Superficie (km2) | Population (dernière pop. légale) | Densité (hab./km2) |
| ---------- | ---------- | ----------------------------------- | ---------------- | --------------------------------- | ------------------ |
| Bompas     | 66021      | CU Perpignan Méditerranée Métropole | 5,7              | 7 712 (2022)                      | 1 353              |
| Cabestany  | 66028      | CU Perpignan Méditerranée Métropole | 10,42            | 10 414 (2022)                     | 999                |
| Canohès    | 66038      | CU Perpignan Méditerranée Métropole | 8,56             | 6 575 (2022)                      | 768                |
| Perpignan  | 66136      | CU Perpignan Méditerranée Métropole | 68,07            | 120 996 (2022)                    | 1 778              |
| Pollestres | 66144      | CU Perpignan Méditerranée Métropole | 8,3              | 5 489 (2022)                      | 661                |
| Toulouges  | 66213      | CU Perpignan Méditerranée Métropole | 8,04             | 7 375 (2022)                      | 917                |

- fraction de la commune de Perpignan incluse dans la circonscription (anciens canton de Perpignan-3, Perpignan-4, Perpignan-5, Perpignan-7 et Perpignan-9) : 71 772 habitants

D'après le recensement général de la population en 2022, réalisé par l'Institut national de la statistique et des études économiques (INSEE), la population totale de cette circonscription est estimée à 109 337 habitants,.

## Historique des députations
| Législature | Début de mandat | Fin de mandat  | Député         | Parti politique | Observations |
| ----------- | --------------- | -------------- | -------------- | --------------- | --- |
| Ire         | 9 décembre 1958 | 9 octobre 1962 | Paul Alduy,    | SFIO puis ADS,  | Maire de Perpignan Conseiller général du Canton de Perpignan Est Mandat écourté à la suite d'une dissolution parlementaire décidée par Charles de Gaulle.      |
| IIe         | 6 décembre 1962 | 2 avril 1967   | Paul Alduy,    | ADS,            | Maire de Perpignan Conseiller général du Canton de Perpignan Est                                                                                               |
| IIIe        | 3 avril 1967    | 30 mai 1968    | Paul Alduy,    | ADS,            | Mandat écourté à la suite d'une dissolution parlementaire décidée par Charles de Gaulle.                                                                       |
| IVe         | 11 juillet 1968 | 1er avril 1973 | Paul Alduy,    | ADS puis PS,    | |
| Ve          | 2 avril 1973    | 2 avril 1978   | Paul Alduy,    | PS,             | |
| VIe         | 3 avril 1978    | 22 mai 1981    | Paul Alduy,    | UDF,            | Mandat écourté à la suite d'une dissolution parlementaire décidée par François Mitterrand.                                                                     |
| VIIe        | 2 juillet 1981  | 1er avril 1986 | Renée Soum     | PS              | |
| VIIIe       | 2 avril 1986    | 14 mai 1988    | Aucun          | Aucun           | Proportionnelle par département, pas de député par circonscription. Mandat écourté à la suite d'une dissolution parlementaire décidée par François Mitterrand. |
| IXe         | 23 juin 1988    | 1er avril 1993 | Claude Barate, | RPR,            | Conseiller général du canton de Perpignan 7 Adjoint au maire de Perpignan                                                                                      |
| Xe          | 2 avril 1993    | 21 avril 1997  | Claude Barate, | RPR,            | Mandat écourté à la suite d'une dissolution parlementaire décidée par Jacques Chirac.                                                                          |
| XIe         | 12 juin 1997    | 18 juin 2002   | Jean Vila      | PCF             | Maire de Cabestany |
| XIIe        | 19 juin 2002    | 19 juin 2007   | Daniel Mach,   | UMP,            | Maire de Pollestres |
| XIIIe       | 20 juin 2007    | 19 juin 2012   | Daniel Mach,   | UMP,            | Maire de Pollestres |
| XIVe        | 20 juin 2012    | 20 juin 2017   | Jacques Cresta | PS              | Conseillier régional |
| XVe         | 21 juin 2017    | 21 juin 2022   | Romain Grau    | LREM            | Conseiller départemental du canton de Perpignan 7 |
| XVIe        | 22 juin 2022    | 9 juin 2024    | Sophie Blanc   | RN              | Conseillére Municipale de Perpignan Mandat écourté à la suite d'une dissolution parlementaire décidée par Emmanuel Macron.                                     |

## Historique des élections

### Élections de 1958
| Candidat       | Candidat         | Parti          | Premier tour | Premier tour | Second tour | Second tour |  |
| Candidat       | Candidat         | Parti          | Voix         | %            | Voix        | %           |  |
| -------------- | ---------------- | -------------- | ------------ | ------------ | ----------- | ----------- |  |
|                | Paul Alduy élu   | SFIO           | 16 904       | 32,80        | 25 063      | 45,84       |  |
|                | Raoul Vignettes  | PCF            | 13 462       | 26,12        | 14 922      | 27,29       |  |
|                | Gaston Pams      | Radsoc         | 11 660       | 22,62        | 14 693      | 26,87       |  |
|                | Gérard Garrigues | CNIP           | 8 456        | 16,41        | Retrait     | Retrait     |  |
|                | Jean Hontarède   | UFF            | 1 062        | 2,06         |             |             |  |
|                |                  |                |              |              |             |             |  |
| Inscrits       | Inscrits         | Inscrits       | 72 889       | 100,00       | 72 857      | 100,00      |  |
| Abstentions    | Abstentions      | Abstentions    | 20 236       | 27,76        | 16 953      | 23,27       |  |
| Votants        | Votants          | Votants        | 52 653       | 72,24        | 55 904      | 76,73       |  |
| Blancs et nuls | Blancs et nuls   | Blancs et nuls | 1 109        | 2,11         | 1 226       | 2,19        |  |
| Exprimés       | Exprimés         | Exprimés       | 51 544       | 97,89        | 54 678      | 97,81       |  |

Le suppléant de Paul Alduy était Henri Guitard, licencié en droit, conseiller général, maire de Céret.

### Élections de 1962
| Candidat       | Candidat                 | Parti          | Premier tour | Premier tour | Second tour | Second tour |  |
| Candidat       | Candidat                 | Parti          | Voix         | %            | Voix        | %           |  |
| -------------- | ------------------------ | -------------- | ------------ | ------------ | ----------- | ----------- |  |
|                | Paul Alduy sortant réélu | SFIO           | 18 759       | 39,93        | 23 210      | 43,58       |  |
|                | Joseph Albert            | PCF            | 13 660       | 29,08        | 16 439      | 30,86       |  |
|                | Aimé Fa                  | UNR-UDT        | 11 725       | 24,96        | 13 614      | 25,56       |  |
|                | Henri Falandry           | UFF            | 2 837        | 6,04         | Retrait     | Retrait     |  |
|                |                          |                |              |              |             |             |  |
| Inscrits       | Inscrits                 | Inscrits       | 79 504       | 100,00       | 79 429      | 100,00      |  |
| Abstentions    | Abstentions              | Abstentions    | 30 254       | 38,05        | 24 382      | 30,7        |  |
| Votants        | Votants                  | Votants        | 49 250       | 61,95        | 55 047      | 69,3        |  |
| Blancs et nuls | Blancs et nuls           | Blancs et nuls | 2 269        | 4,61         | 1 784       | 3,24        |  |
| Exprimés       | Exprimés                 | Exprimés       | 46 981       | 95,39        | 53 263      | 96,76       |  |

Le suppléant de Paul Alduy était Henri Guitard.

### Élections de 1967
| Candidat       | Candidat                 | Parti          | Premier tour | Premier tour | Second tour | Second tour |  |
| Candidat       | Candidat                 | Parti          | Voix         | %            | Voix        | %           |  |
| -------------- | ------------------------ | -------------- | ------------ | ------------ | ----------- | ----------- |  |
|                | Paul Alduy sortant réélu | FGDS (SFIO)    | 25 731       | 40,53        | 28 771      | 43,52       |  |
|                | Joseph Albert            | PCF            | 19 607       | 30,89        | 23 702      | 35,85       |  |
|                | Aimé Fa                  | UD-Ve          | 13 234       | 20,85        | 13 634      | 20,62       |  |
|                | Édouard Ramonet          | Modérés        | 4 909        | 7,73         |             |             |  |
|                |                          |                |              |              |             |             |  |
| Inscrits       | Inscrits                 | Inscrits       | 86 540       | 100,00       | 86 499      | 100,00      |  |
| Abstentions    | Abstentions              | Abstentions    | 20 662       | 23,88        | 18 585      | 21,49       |  |
| Votants        | Votants                  | Votants        | 65 878       | 76,12        | 67 914      | 78,51       |  |
| Blancs et nuls | Blancs et nuls           | Blancs et nuls | 2 397        | 3,64         | 1 807       | 2,66        |  |
| Exprimés       | Exprimés                 | Exprimés       | 63 481       | 96,36        | 66 107      | 97,34       |  |

Le suppléant de Paul Alduy était Jean Marti, agent agréé des douanes, maire de Cerbère.

### Élections de 1968
| Candidat       | Candidat                 | Parti          | Premier tour | Premier tour | Second tour | Second tour |  |
| Candidat       | Candidat                 | Parti          | Voix         | %            | Voix        | %           |  |
| -------------- | ------------------------ | -------------- | ------------ | ------------ | ----------- | ----------- |  |
|                | Jacques Godfrain         | UDR (URP)      | 27 218       | 41,04        | 31 280      | 46,61       |  |
|                | Paul Alduy sortant réélu | FGDS (SFIO)    | 20 102       | 30,31        | 35 825      | 53,39       |  |
|                | Joseph Albert            | PCF            | 16 768       | 25,28        | Retrait     | Retrait     |  |
|                | Antoinette Claux         | PSU            | 2 239        | 3,38         |             |             |  |
|                |                          |                |              |              |             |             |  |
| Inscrits       | Inscrits                 | Inscrits       | 89 060       | 100,00       | 89 429      | 100,00      |  |
| Abstentions    | Abstentions              | Abstentions    | 21 064       | 23,65        | 20 432      | 22,85       |  |
| Votants        | Votants                  | Votants        | 67 996       | 76,35        | 68 997      | 77,15       |  |
| Blancs et nuls | Blancs et nuls           | Blancs et nuls | 1 669        | 2,45         | 1 892       | 2,74        |  |
| Exprimés       | Exprimés                 | Exprimés       | 66 327       | 97,55        | 67 105      | 97,26       |  |

Le suppléant de Paul Alduy était Jacques Bordaneil, Rad., exploitant agricole, maire de Palau-del-Vidre.

### Élections de 1973
| Candidat       | Candidat                 | Parti          | Premier tour | Premier tour | Second tour | Second tour |  |
| Candidat       | Candidat                 | Parti          | Voix         | %            | Voix        | %           |  |
| -------------- | ------------------------ | -------------- | ------------ | ------------ | ----------- | ----------- |  |
|                | Paul Alduy sortant réélu | PS (UGSD)      | 26 825       | 35,36        | 47 542      | 64,21       |  |
|                | Joseph Albert            | PCF            | 20 126       | 26,53        | Retrait     | Retrait     |  |
|                | Maurice Ramond           | UDR (URP)      | 14 624       | 19,27        | 26 498      | 35,79       |  |
|                | Jacques Caprani          | MR             | 8 329        | 10,98        |             |             |  |
|                | Jean-Robert Thomazo      | Extrême droite | 2 561        | 3,38         |             |             |  |
|                | Françoise Soladié        | LCR            | 1 824        | 2,4          |             |             |  |
|                |                          |                |              |              |             |             |  |
| Inscrits       | Inscrits                 | Inscrits       | 102 284      | 100,00       | 102 282     | 100,00      |  |
| Abstentions    | Abstentions              | Abstentions    | 24 112       | 23,57        | 24 618      | 24,07       |  |
| Votants        | Votants                  | Votants        | 78 172       | 76,43        | 77 664      | 75,93       |  |
| Blancs et nuls | Blancs et nuls           | Blancs et nuls | 2 300        | 2,94         | 3 624       | 4,67        |  |
| Exprimés       | Exprimés                 | Exprimés       | 75 872       | 97,06        | 74 040      | 95,33       |  |

Le suppléant de Paul Alduy était Jacques Bordaneil.

### Élections de 1978
| Candidat       | Candidat                 | Parti          | Premier tour | Premier tour | Second tour | Second tour |  |
| Candidat       | Candidat                 | Parti          | Voix         | %            | Voix        | %           |  |
| -------------- | ------------------------ | -------------- | ------------ | ------------ | ----------- | ----------- |  |
|                | Paul Alduy sortant réélu | UDF (MDSF)     | 26 446       | 27,98        | 50 104      | 51,13       |  |
|                | Henri Costa              | PCF            | 23 768       | 25,15        | 47 886      | 48,87       |  |
|                | Michel Jomain            | PS             | 21 138       | 22,36        | Retrait     | Retrait     |  |
|                | Patrice Bertrand         | RPR            | 17 111       | 18,1         | Retrait     | Retrait     |  |
|                | Roger Lièvre             | Divers droite  | 2 182        | 2,31         |             |             |  |
|                | Yves Puig                | LO             | 1 039        | 1,1          |             |             |  |
|                | Georgette Lopez          | PSU (FA)       | 1 266        | 1,34         |             |             |  |
|                | Alexandre Palagos        | Régionaliste   | 765          | 0,81         |             |             |  |
|                | Michel Balat             | LCR            | 594          | 0,63         |             |             |  |
|                | Simon Ayzac              | Divers droite  | 213          | 0,23         |             |             |  |
|                |                          |                |              |              |             |             |  |
| Inscrits       | Inscrits                 | Inscrits       | 122 533      | 100,00       | 122 588     | 100,00      |  |
| Abstentions    | Abstentions              | Abstentions    | 25 594       | 20,89        | 20 658      | 16,85       |  |
| Votants        | Votants                  | Votants        | 96 939       | 79,11        | 101 930     | 83,15       |  |
| Blancs et nuls | Blancs et nuls           | Blancs et nuls | 2 417        | 2,49         | 3 940       | 3,87        |  |
| Exprimés       | Exprimés                 | Exprimés       | 94 522       | 97,51        | 97 990      | 96,13       |  |

Le suppléant de Paul Alduy était Jean-Jacques Vila, directeur administratif, maire de Port-Vendres.

### Élections de 1981
| Candidat       | Candidat           | Parti                | Premier tour | Premier tour | Second tour | Second tour |  |
| Candidat       | Candidat           | Parti                | Voix         | %            | Voix        | %           |  |
| -------------- | ------------------ | -------------------- | ------------ | ------------ | ----------- | ----------- |  |
|                | Paul Alduy sortant | UDF (PSD)            | 34 020       | 40,67        | 39 197      | 41,67       |  |
|                | Renée Soum élu     | PS                   | 28 169       | 33,68        | 54 861      | 58,33       |  |
|                | Henri Costa        | PCF                  | 19 278       | 23,05        | Retrait     | Retrait     |  |
|                | Miquel Mayol       | Extrême gauche (ECT) | 1 130        | 1,35         |             |             |  |
|                | Gérard Lopez       | PSU                  | 1 041        | 1,24         |             |             |  |
|                |                    |                      |              |              |             |             |  |
| Inscrits       | Inscrits           | Inscrits             | 130 314      | 100,00       | 130 307     | 100,00      |  |
| Abstentions    | Abstentions        | Abstentions          | 44 905       | 34,46        | 33 962      | 26,06       |  |
| Votants        | Votants            | Votants              | 85 409       | 65,54        | 96 345      | 73,94       |  |
| Blancs et nuls | Blancs et nuls     | Blancs et nuls       | 1 771        | 2,07         | 2 287       | 2,37        |  |
| Exprimés       | Exprimés           | Exprimés             | 83 638       | 97,93        | 94 058      | 97,63       |  |

Le suppléant de Renée Soum était Louis Caseilles, contrôleur divisionnaire des PTT, maire de Toulouges.

### Élections de 1986
Pour la première fois sous la Cinquième République, se sont déroulées (partiellement) au scrutin proportionnel (listes départementales) à un seul tour; Faire en sorte qu'aucun ne représente aucun district.

### Élections de 1988
| Candidat       | Candidat                    | Parti          | Premier tour | Premier tour | Second tour | Second tour |  |
| Candidat       | Candidat                    | Parti          | Voix         | %            | Voix        | %           |  |
| -------------- | --------------------------- | -------------- | ------------ | ------------ | ----------- | ----------- |  |
|                | Claude Barate sortant réélu | RPR (URC)      | 12 826       | 36,52        | 20 335      | 53,18       |  |
|                | Louis Caseilles             | PS             | 10 884       | 30,99        | 17 905      | 46,82       |  |
|                | Jean Grisard                | FN             | 6 817        | 19,41        |             |             |  |
|                | Jean Vila                   | PCF            | 4 594        | 13,08        |             |             |  |
|                |                             |                |              |              |             |             |  |
| Inscrits       | Inscrits                    | Inscrits       | 56 932       | 100,00       | 56 927      | 100,00      |  |
| Abstentions    | Abstentions                 | Abstentions    | 20 993       | 36,87        | 17 422      | 30,6        |  |
| Votants        | Votants                     | Votants        | 35 939       | 63,13        | 39 505      | 69,4        |  |
| Blancs et nuls | Blancs et nuls              | Blancs et nuls | 818          | 2,28         | 1 265       | 3,2         |  |
| Exprimés       | Exprimés                    | Exprimés       | 35 121       | 97,72        | 38 240      | 96,8        |  |

Le suppléant de Claude Barate était Louis Chamorin, docteur en médecine, médecin-général retraité du service de santé des Armées.

### Élections de 1993
| Candidat       | Candidat                    | Parti          | Premier tour | Premier tour | Second tour | Second tour |  |
| Candidat       | Candidat                    | Parti          | Voix         | %            | Voix        | %           |  |
| -------------- | --------------------------- | -------------- | ------------ | ------------ | ----------- | ----------- |  |
|                | Claude Barate sortant réélu | RPR            | 10 160       | 27,73        | 17 343      | 57,44       |  |
|                | Jean-Claude Martinez        | FN             | 8 123        | 22,17        | 12 851      | 42,56       |  |
|                | Jean-Paul Alduy             | UDF (CDS)      | 5 540        | 15,12        |             |             |  |
|                | Jean Vila                   | PCF            | 4 152        | 11,33        |             |             |  |
|                | Marcel Torredemer           | PS (ADFP)      | 4 046        | 11,04        |             |             |  |
|                | René-Louis Fayaud           | GÉ (EÉ)        | 2 164        | 5,91         |             |             |  |
|                | Simone Gioanni              | LT-LNÉ         | 1 011        | 2,76         |             |             |  |
|                | Claude Bordaneil            | Régionaliste   | 597          | 1,63         |             |             |  |
|                | Liberto Plana               | LO             | 377          | 1,03         |             |             |  |
|                | Alain Le Dosseur            | MDC            | 351          | 0,96         |             |             |  |
|                | Yannick Seifert             | AP             | 123          | 0,34         |             |             |  |
|                |                             |                |              |              |             |             |  |
| Inscrits       | Inscrits                    | Inscrits       | 58 998       | 100,00       | 58 999      | 100,00      |  |
| Abstentions    | Abstentions                 | Abstentions    | 20 150       | 34,15        | 22 103      | 37,46       |  |
| Votants        | Votants                     | Votants        | 38 848       | 65,85        | 36 896      | 62,54       |  |
| Blancs et nuls | Blancs et nuls              | Blancs et nuls | 2 204        | 5,67         | 6 702       | 18,16       |  |
| Exprimés       | Exprimés                    | Exprimés       | 36 644       | 94,33        | 30 194      | 81,84       |  |

Le suppléant de Claude Barate était Louis Chamorin.

### Élections de 1997
| Candidat       | Candidat              | Parti             | Premier tour | Premier tour | Second tour | Second tour |  |
| Candidat       | Candidat              | Parti             | Voix         | %            | Voix        | %           |  |
| -------------- | --------------------- | ----------------- | ------------ | ------------ | ----------- | ----------- |  |
|                | Jean Vila élu         | PCF               | 11 180       | 29,58        | 17 504      | 42,52       |  |
|                | Jean-Louis de Noëll   | FN                | 10 129       | 26,8         | 9 988       | 24,26       |  |
|                | Claude Barate sortant | RPR               | 7 788        | 20,61        | 13 675      | 33,22       |  |
|                | Jean-Paul Alduy       | diss. UDF         | 5 384        | 14,24        |             |             |  |
|                | Michel Picard         | LO                | 671          | 1,78         |             |             |  |
|                | France Gamerre        | GÉ                | 619          | 1,64         |             |             |  |
|                | Maryse Lapergue       | Divers écologiste | 550          | 1,46         |             |             |  |
|                | Annie Géraud          | LT-LNÉ            | 519          | 1,37         |             |             |  |
|                | Paul-Louis Rous       | LDI (MPF)         | 450          | 1,19         |             |             |  |
|                | Henri Sagéloli        | Régionaliste      | 269          | 0,71         |             |             |  |
|                | Patrick Viala         | Extrême droite    | 237          | 0,63         |             |             |  |
|                |                       |                   |              |              |             |             |  |
| Inscrits       | Inscrits              | Inscrits          | 56 960       | 100,00       | 56 939      | 100,00      |  |
| Abstentions    | Abstentions           | Abstentions       | 17 767       | 31,19        | 14 560      | 25,57       |  |
| Votants        | Votants               | Votants           | 39 193       | 68,81        | 42 379      | 74,43       |  |
| Blancs et nuls | Blancs et nuls        | Blancs et nuls    | 1 397        | 3,56         | 1 212       | 2,86        |  |
| Exprimés       | Exprimés              | Exprimés          | 37 796       | 96,44        | 41 167      | 97,14       |  |

La suppléante de Jean Vila était Nicole Gaspon, conseillère municipale de Perpignan, enseignante, élue conseillère générale du canton de Perpignan-9 en 1998.

### Élections de 2002
| Candidat       | Candidat            | Parti            | Premier tour | Premier tour | Second tour | Second tour |  |
| Candidat       | Candidat            | Parti            | Voix         | %            | Voix        | %           |  |
| -------------- | ------------------- | ---------------- | ------------ | ------------ | ----------- | ----------- |  |
|                | Daniel Mach élu     | UMP              | 13 224       | 35,71        | 19 440      | 55,74       |  |
|                | Jean Vila sortant   | PCF              | 11 920       | 32,19        | 15 437      | 44,26       |  |
|                | Louis Aliot         | FN               | 7 209        | 19,47        |             |             |  |
|                | Jean-Claude Kaiser  | RPF              | 816          | 2,2          |             |             |  |
|                | Claudine Coste      | LCR              | 688          | 1,86         |             |             |  |
|                | Françoise Feillard  | Divers           | 544          | 1,47         |             |             |  |
|                | Alain Le Dosseur    | Pôle républicain | 467          | 1,26         |             |             |  |
|                | Pierre Gonzalez     | CPNT             | 464          | 1,25         |             |             |  |
|                | Caroline Poupard    | LO               | 317          | 0,86         |             |             |  |
|                | Michel Dallée       | MNR              | 302          | 0,82         |             |             |  |
|                | Christine Gonzalez  | MPF              | 280          | 0,76         |             |             |  |
|                | Isabelle Duran      | Divers           | 246          | 0,66         |             |             |  |
|                | Jacques Cros        | Divers           | 216          | 0,58         |             |             |  |
|                | Gauderique Delcasso | GÉ               | 206          | 0,56         |             |             |  |
|                | Louis Pomata        | Divers           | 129          | 0,35         |             |             |  |
|                | Nicole Sabiols      | PRG              | 0            | 0            |             |             |  |
|                | Alain Cavalière     | CNIP             | 0            | 0            |             |             |  |
|                | Jacques Comas       | Divers           | 0            | 0            |             |             |  |
|                |                     |                  |              |              |             |             |  |
| Inscrits       | Inscrits            | Inscrits         | 58 840       | 100,00       | 58 838      | 100,00      |  |
| Abstentions    | Abstentions         | Abstentions      | 20 913       | 35,54        | 22 268      | 37,85       |  |
| Votants        | Votants             | Votants          | 37 927       | 64,46        | 36 570      | 62,15       |  |
| Blancs et nuls | Blancs et nuls      | Blancs et nuls   | 899          | 2,37         | 1 693       | 4,63        |  |
| Exprimés       | Exprimés            | Exprimés         | 37 028       | 97,63        | 34 877      | 95,37       |  |

La suppléante de Daniel Mach était Danièle Pagès, professeur, première adjointe au maire de Perpignan.

### Élections de 2007
| Candidat       | Candidat                  | Parti          | Premier tour | Premier tour | Second tour | Second tour |  |
| Candidat       | Candidat                  | Parti          | Voix         | %            | Voix        | %           |  |
| -------------- | ------------------------- | -------------- | ------------ | ------------ | ----------- | ----------- |  |
|                | Daniel Mach sortant réélu | UMP            | 17 941       | 46,56        | 21 410      | 56,98       |  |
|                | Jean Vila                 | PCF            | 6 335        | 16,44        | 16 167      | 43,02       |  |
|                | Martine Joseph            | PS             | 5 701        | 14,8         |             |             |  |
|                | Louis Aliot               | FN             | 2 599        | 6,74         |             |             |  |
|                | Chantal Gombert           | UDF–MoDem      | 2 360        | 6,12         |             |             |  |
|                | Guillem Vaulato           | LCR            | 701          | 1,82         |             |             |  |
|                | Nicole Dirckx             | Les Verts      | 606          | 1,57         |             |             |  |
|                | Virginie Barre            | Régionaliste   | 576          | 1,49         |             |             |  |
|                | Christine Gonzalez        | MPF            | 443          | 1,15         |             |             |  |
|                | Yves Castanet             | LT-LNÉ         | 399          | 1,04         |             |             |  |
|                | Monique Juanola           | Régionaliste   | 245          | 0,64         |             |             |  |
|                | Pascale Advenard          | LO             | 238          | 0,62         |             |             |  |
|                | Ida Fleury                | MNR            | 215          | 0,56         |             |             |  |
|                | Francis Meuley            | Divers         | 172          | 0,45         |             |             |  |
|                | Annie Marciniak           | Divers         | 2            | 0,01         |             |             |  |
|                |                           |                |              |              |             |             |  |
| Inscrits       | Inscrits                  | Inscrits       | 66 218       | 100,00       | 66 218      | 100,00      |  |
| Abstentions    | Abstentions               | Abstentions    | 27 026       | 40,81        | 27 285      | 41,2        |  |
| Votants        | Votants                   | Votants        | 39 192       | 59,19        | 38 933      | 58,8        |  |
| Blancs et nuls | Blancs et nuls            | Blancs et nuls | 659          | 1,68         | 1 356       | 3,48        |  |
| Exprimés       | Exprimés                  | Exprimés       | 38 533       | 98,32        | 37 577      | 96,52       |  |

### Élections de 2012
| Candidat       | Candidat            | Parti          | Premier tour | Premier tour | Second tour | Second tour |  |
| Candidat       | Candidat            | Parti          | Voix         | %            | Voix        | %           |  |
| -------------- | ------------------- | -------------- | ------------ | ------------ | ----------- | ----------- |  |
|                | Daniel Mach sortant | UMP            | 11 097       | 28,19        | 13 464      | 33,82       |  |
|                | Jacques Cresta élu  | diss. PS       | 9 692        | 24,62        | 17 098      | 42,95       |  |
|                | Louis Aliot         | RBM (FN)       | 9 496        | 24,13        | 9 251       | 23,24       |  |
|                | Jean Vila           | FG (PCF)       | 6 434        | 16,35        |             |             |  |
|                | Agnès Langevine     | EÉLV (PS)      | 682          | 1,73         |             |             |  |
|                | Christine Espert    | CpF (MoDem)    | 505          | 1,28         |             |             |  |
|                | Atika El Bourimi    | MRC            | 443          | 1,13         |             |             |  |
|                | Jean-Paul Tomas     | LT-LNÉ         | 329          | 0,84         |             |             |  |
|                | Pierre Verdier      | PDF            | 171          | 0,43         |             |             |  |
|                | Laurent Gomez       | Divers         | 128          | 0,33         |             |             |  |
|                | Stéphanie Font      | NPA            | 124          | 0,32         |             |             |  |
|                | Hélène Sarrasecca   | AÉI            | 118          | 0,30         |             |             |  |
|                | Pascale Advenard    | LO             | 98           | 0,25         |             |             |  |
|                | Annie Marciniak     | RIC            | 41           | 0,10         |             |             |  |
|                | Raymond Faura       | PRG            | 1            | 0,00         |             |             |  |
|                | Michael Morant      | GÉ (PRG)       | 0            | 0,00         |             |             |  |
|                |                     |                |              |              |             |             |  |
| Inscrits       | Inscrits            | Inscrits       | 67 612       | 100,00       | 67 600      | 100,00      |  |
| Abstentions    | Abstentions         | Abstentions    | 27 730       | 41,01        | 26 877      | 39,76       |  |
| Votants        | Votants             | Votants        | 39 882       | 58,99        | 40 723      | 60,24       |  |
| Blancs et nuls | Blancs et nuls      | Blancs et nuls | 523          | 1,31         | 910         | 2,23        |  |
| Exprimés       | Exprimés            | Exprimés       | 39 359       | 98,69        | 39 813      | 97,77       |  |

Le suppléant de Jacques Cresta était Jean Roque, premier adjoint au maire de Toulouges.

### Élections de 2017
|                                                                                      |                                                                            |                           |                           |                          |                          |
|                                                                                      |                                                                            | Premier tour 11 juin 2017 | Premier tour 11 juin 2017 | Second tour 18 juin 2017 | Second tour 18 juin 2017 |
|                                                                                      |                                                                            |                           |                           |                          |                          |
|                                                                                      |                                                                            | Nombre                    | % des inscrits            | Nombre                   | % des inscrits           |
| Inscrits                                                                             | Inscrits                                                                   | 70 970                    | 100,00                    | 70 972                   | 100,00                   |
| Abstentions                                                                          | Abstentions                                                                | 37 600                    | 52,98                     | 42 116                   | 59,34                    |
| Votants                                                                              | Votants                                                                    | 33 370                    | 47,02                     | 28 856                   | 40,66                    |
|                                                                                      |                                                                            |                           | % des votants             |                          | % des votants            |
| Bulletins blancs                                                                     | Bulletins blancs                                                           | 487                       | 1,46                      | 1 980                    | 6,86                     |
| Bulletins nuls                                                                       | Bulletins nuls                                                             | 274                       | 0,82                      | 1 149                    | 3,98                     |
| Suffrages exprimés                                                                   | Suffrages exprimés                                                         | 32 609                    | 97,72                     | 25 727                   | 89,16                    |
|                                                                                      |                                                                            |                           |                           |                          |                          |
| Candidat Étiquette politique (partis et alliances)                                   | Candidat Étiquette politique (partis et alliances)                         | Voix                      | % des exprimés            | Voix                     | % des exprimés           |
|                                                                                      |                                                                            |                           |                           |                          |                          |
|                                                                                      | Romain Grau La République en marche                                        | 10 354                    | 31,75                     | 14 720                   | 57,22                    |
|                                                                                      | Alexandre Bolo Front national                                              | 6 606                     | 20,26                     | 11 007                   | 42,78                    |
|                                                                                      | Daniel Mach Les Républicains                                               | 6 312                     | 19,36                     |                          |                          |
|                                                                                      | Alain Mih La France insoumise                                              | 3 771                     | 11,56                     |                          |                          |
|                                                                                      | Jean Codognès Divers gauche (Europe Écologie Les Verts - Parti socialiste) | 1 867                     | 5,73                      |                          |                          |
|                                                                                      | Françoise Fiter Parti communiste français                                  | 1 402                     | 4,30                      |                          |                          |
|                                                                                      | Fabienne Meyer Régionaliste (Oui au Pays catalan)                          | 957                       | 2,93                      |                          |                          |
|                                                                                      | Philippe Symphorien Debout la France                                       | 398                       | 1,22                      |                          |                          |
|                                                                                      | Emmanuel Cousty Parti animaliste                                           | 373                       | 1,14                      |                          |                          |
|                                                                                      | Pascale Advenard Lutte ouvrière                                            | 246                       | 0,75                      |                          |                          |
|                                                                                      | Nicolas Perez Divers (Union populaire républicaine)                        | 181                       | 0,56                      |                          |                          |
|                                                                                      | Lionel Monaco Divers gauche                                                | 74                        | 0,23                      |                          |                          |
|                                                                                      | Anthony Rhighi Divers (Parti égalité et justice)                           | 68                        | 0,21                      |                          |                          |
| Source : Ministère de l'Intérieur - Première circonscription des Pyrénées-Orientales |                                                                            |                           |                           |                          |                          |

### Élections de 2022
|                                                    |                                                                                    |                           |                           |                          |                          |
|                                                    |                                                                                    | Premier tour 12 juin 2022 | Premier tour 12 juin 2022 | Second tour 19 juin 2022 | Second tour 19 juin 2022 |
|                                                    |                                                                                    |                           |                           |                          |                          |
|                                                    |                                                                                    | Nombre                    | % des inscrits            | Nombre                   | % des inscrits           |
| Inscrits                                           | Inscrits                                                                           | 72 771                    | 100                       | 72 798                   | 100                      |
| Abstentions                                        | Abstentions                                                                        | 39 576                    | 1,60                      | 40 450                   | 55,56                    |
| Votants                                            | Votants                                                                            | 33 195                    | 45,62                     | 32 348                   | 44,44                    |
|                                                    |                                                                                    |                           | % des votants             |                          | % des votants            |
| Bulletins blancs                                   | Bulletins blancs                                                                   | 532                       | 1,60                      | 2 041                    | 6,31                     |
| Bulletins nuls                                     | Bulletins nuls                                                                     | 257                       | 0,77                      | 865                      | 2,67                     |
| Suffrages exprimés                                 | Suffrages exprimés                                                                 | 32 406                    | 97,62                     | 29 442                   | 91,02                    |
|                                                    |                                                                                    |                           |                           |                          |                          |
| Candidat Étiquette politique (partis et alliances) | Candidat Étiquette politique (partis et alliances)                                 | Voix                      | % des exprimés            | Voix                     | % des exprimés           |
|                                                    |                                                                                    |                           |                           |                          |                          |
|                                                    | Sophie Blanc Rassemblement national                                                | 10 162                    | 31,36                     | 15 859                   | 53,87                    |
|                                                    | Romain Grau* Ensemble !                                                            | 7 952                     | 24,54                     | 13 583                   | 46,13                    |
|                                                    | Francis Daspe Nouvelle Union populaire écologique et sociale (La France insoumise) | 7 659                     | 23,63                     |                          |                          |
|                                                    | Georges-Henri Chambaud Reconquête                                                  | 1 811                     | 5,59                      |                          |                          |
|                                                    | Christine Gavalda Moulenat Les Républicains                                        | 1 799                     | 5,55                      |                          |                          |
|                                                    | Rita Peix Régionalistes                                                            | 667                       | 2,06                      |                          |                          |
|                                                    | Alexandre Bolo Divers droite                                                       | 616                       | 1,90                      |                          |                          |
|                                                    | Cathy Poch Droite souverainiste Les Patriotes                                      | 471                       | 1,45                      |                          |                          |
|                                                    | Vanessa Schmitt Parti animaliste                                                   | 459                       | 1,42                      |                          |                          |
|                                                    | Pascale Advenard Lutte ouvrière                                                    | 341                       | 1,05                      |                          |                          |
|                                                    | Anthony Léonce Eugène Chiffre Résistons                                            | 250                       | 0,77                      |                          |                          |
|                                                    | Fabienne Fourcade Parti ouvrier indépendant démocratique                           | 219                       | 0,68                      |                          |                          |
|                                                    | Loïc Barbarin Sans étiquette                                                       | 0                         | 0,00                      |                          |                          |
| * Député sortant                                   |                                                                                    |                           |                           |                          |                          |

La suppléante de Sophie Blanc était Carla Muti, conseillère municipale de Canohes et conseillère départementale du canton de Perpignan 5

### Élections de 2024
| Candidat                 | Candidat         | Parti et coalition        | Nuance | Premier tour | Premier tour | Second tour | Second tour |
| Candidat                 | Candidat         | Parti et coalition        | Nuance | Voix         | %            | Voix        | %           |
| ------------------------ | ---------------- | ------------------------- | ------ | ------------ | ------------ | ----------- | ----------- |
|                          | Sophie Blanc     | RN                        | RN     |              |              |             |             |
|                          | Pascale Advenard | Lutte ouvrière            | EXG    |              |              |             |             |
|                          | Annabelle Brunet | Démocrates Les Centristes | DVC    |              |              |             |             |
|                          | Jacques Cataldo  | Reconquête                | REC    |              |              |             |             |
|                          | Delphine Danat   | Front catalan             | REG    |              |              |             |             |
|                          | Francis Daspe    | LFI (NFP)                 | NFP    |              |              |             |             |
|                          | Christophe Euzet | Agir (Ensemble)           | ENS    |              |              |             |             |
|                          |                  |                           |        |              |              |             |             |
| Votes valides            |                  |                           |        |              |              |             |             |
| Votes blancs             |                  |                           |        |              |              |             |             |
| Votes nuls               |                  |                           |        |              |              |             |             |
| Total                    |                  |                           |        |              |              |             |             |
| Abstention               |                  |                           |        |              |              |             |             |
| Inscrits / participation |                  |                           |        |              |              |             |             |

La suppléante de Sophie Blanc est Carla Muti, conseillère municipale de Canohes et conseillère départementale du canton de Perpignan 5

#### Département des Pyrénées-Orientales
- La fiche de l'INSEE de cette circonscription : « Tableaux et Analyses de la première circonscription des Pyrénées-Orientales », sur insee.fr, site de l'Institut national de la statistique et des études économiques (consulté le 10 juin 2007) [PDF]
- « Tous les députés du département des Pyrénées-Orientales depuis 1789 », sur assemblee-nationale.fr, site de l'Assemblée nationale française (consulté le 10 juin 2007)
- « Informations contentieuses sur le département des Pyrénées-Orientales (Élections législatives de 2002) »(Archive.org • Wikiwix • Archive.is • Google • Que faire ?), sur conseil-constitutionnel.fr, site du Conseil constitutionnel (consulté le 13 juin 2007)

#### Circonscriptions en France
- « Carte des circonscriptions législatives en France », sur assemblee-nationale.fr, site de l'Assemblée nationale française (consulté le 20 juin 2007)
- « Résultats électoraux officiels en France »(Archive.org • Wikiwix • Archive.is • Google • Que faire ?), sur interieur.gouv.fr, site du ministère de l'Intérieur (France) (consulté le 13 juin 2007)
- Description et Atlas des circonscriptions électorales de France sur http://www.atlaspol.com, Atlaspol, site de cartographie géopolitique, consulté le 13 juin 2007.